# Григорий Гершуни
Григорий Андреевич Гершуни (1870-1908) е известен руски терорист, един от основателите на бойното крило на Партията на социалистите революционери (есерите).

## Биография
Завършва Киевския университет със специалност фармацевт. В 1898 се мести в Минск, където отваря лаборатория за бактериологически изследвания. В свободното си време се занимава активно с културно-просветителска десност; организира начално училище за момчета, води съботно училище за възрастни. Същевременно започва сериозно да се интересува от революционни идеи, след известно време отваря нелегална работилница за фалшиви документи. По това време се запознава с известната революционерка Екатерина Брешко-Брешковская, една от създателките на партията на есерите. Помага и в тайното транспортиране на нелегална литература и след време под нейно влияние решава да се посвети изцяло на революционното дело.
През 1900 г. е разкрита нелегалната му печатница и е арестуван. След освобождението си бяга в чужбина. В Женева участва в преговорите по създаване на партията на есерите и на нейната бойна организация, на която става ръководител.
Първият терористичен акт се осъществява на 2 април 1902 г. когато С.Балмашев с два изстрела застрелва министъра на вътрешните работи на Русия Д.С.Сипягин. След два дни на погребението на Сипягин, Гершуни планира още един терористичен акт, но поради малодушие от страна на участниците той се проваля.
На 6 май членът на бойната организация Е.Дулебов застрелва в парк губернатора на Уфа Х.Богданович, отговорен за разстрела на стачкуващи работници.
Популярността на Гершуни нараства неимоверно. Новият министър на вътрешните работи на Русия Вячеслав Плеве държи на бюрото си снимка на Гершуни, който е издирван под дърво и камък. На 13 май 1903 Гершуни най-накрая е арестуван в Киев. Осъждат го първоначално на смърт, но по-късно присъдата е заменена на доживотна каторга в Източен Сибир. През 1906 есерите организират бягството на своя водач от каторгата (в бъчва с кисело зеле). По целия път на бягството му са организиране пунктове в които го чакат свежи коне за смяна. През Владивосток бяга в Япония на кораб, а оттам се премества в САЩ. И там продължава революционнта си дейност, събира за партията си 180 000 долара помощи. През 1907 г. участва на втория конгрес на партията на есерите във Финландия и е избран в ЦК като главен ръководител на терористичните актове. В края на годината обаче заболява сериозно от рак на белите дробове и умира в швейцарски санаториум.